# Agostina Hein
Agostina Hein (Campana, 24 de abril de 2008) es una nadadora argentina.
Tiene el récord argentino absoluto en los 100 m mariposa con 59,36 segundos.

## Carrera deportiva
Hein entrenaba en el Club Independiente de Zárate hasta que despidieron a su entrenador, Sebastián Montero. Como consecuencia, Hein cambió de club y ahora entrena en SER Natación Alto Rendimiento de la ciudad de Zárate.
Tuvo preparación física avanzada de la mano del profesor de alto rendimiento Beto Montoya en una parte importante de su etapa formativa. Compitió en los Juegos Suramericanos de 2022 donde obtuvo una medalla de plata en la posta 4x200 metros libre femenino, un 4° lugar en los 1500 metros libre y un 6° puesto en los 200 y 800 metros libre. Al año siguiente, participó en los Juegos Panamericanos de 2023, se ubicó 5° en los 800 y 1500 metros libre y 6° en los 400 metros libre y en la posta 4x100 metros combinada.
Participó del Campeonato Mundial Junior de 2023 donde obtuvo la medalla de bronce en los 800 m libres.
Luego en el Campeonato Mundial de 2024 finalizó quinta en los 800 m libres.
En marzo de 2024, con 15 años y representando a SER Natación de la ciudad de Zárate, obtuvo el récord argentino absoluto en los 100 m mariposa con 59,36 segundos, siendo la primera nadadora argentina en hacer 100 m mariposa en menos de un minuto. La anterior marca la tenía Macarena Ceballos con 1:00,27.
En julio de 2024 World Aquatics la invitó para competir en los Juegos Olímpicos de París 2024, debutando olímpicamente a los 16 años en las pruebas de 400 y 800 metros libres. Compitió en los 400 m libres con una marca de 4:14,24, terminando en el puesto 18, y en los 800 m libres haciendo un tiempo de 8:37,43 quedando en el puesto 14.